# Zsófia szász királyi hercegnő
Zsófia Mária szász királyi hercegnő (Sophie Marie Friederike Auguste Leopoldine Alexandrine Ernestine Albertine Elisabeth von Sachsen) (Drezda, Szász Királyság, 1845. március 22. – München, Bajor Királyság, 1867. március 9.), a Wettin-házból származó szász királyi hercegnő (Prinzessin von Sachsen), I. János szász király leánya, I. Ferenc József császár és Erzsébet királyné unokanővére. Károly Tivadar bajor herceggel, Erzsébet királyné öccsével kötött házassága révén bajor hercegné (Herzogin Sophie in Bayern).

## Élete

### Származása, testvérei
Zsófia Mária királyi hercegnő 1845-ben született Drezdában, a Szász Királyság fővárosában. Édesapja a Wettin-ház Albert-ágából származó János Nepomuk szász koronaherceg (1801–1873) volt, 1854-től I. János néven Szászország királya, Miksa szász királyi herceg (1759–1838) és Karolina Mária Bourbon–parmai hercegnő (1770–1804) harmadik, legifjabb fia. Apja a legősibb német uralkodó család, a szász Wettin dinasztiából származott, amely a mai Szászország, Szász-Anhalt és Türingia területét uralta.
Édesanyja Amália Auguszta bajor királyi hercegnő (1801–1877) volt, I. Miksa bajor királynak és második feleségének, az evangélikus vallású Karolina Friderika Vilma badeni hercegnőnek (1776–1841) leánya, I. Lajos bajor király féltestvére, I. Ferenc József császár és Erzsébet királyné nagynénje.
A házaspár kilenc gyermeke közül Zsófia hercegnő volt a legfiatalabb. A testvérek (ranguk szerint szász királyi hercegek és hercegnők): 
- Mária (Marie) Auguszta Friderika (1827–1857).
- Albert (1828–1902), 1873-tól I. Albert néven Szászország királya.
- Mária Erzsébet (Elisabeth) (1830–1912), aki először Savoya–Carignani Ferdinánd szárd–piemonti herceghez, Genova hercegéhez, majd Niccolo Rapalló márkihoz ment feleségül.
- Ernő (Ernst) (1831–1847).
- György (Georg) (1832–1904), 1902-től I. György néven Szászország királya. 1859-ben feleségül vette Mária Anna portugál infánsnőt (1843–1884).
- Mária Szidónia (Sidonie) (1834–1862).
- Anna Mária (1836–1859), aki IV. Ferdinándhoz (1835–1908), a Toszkánai Nagyhercegség utolsó uralkodójához ment feleségül.
- Margit Karolina (1840–1858), Károly Lajos főherceg (1833–1896) első felesége.
- Zsófia (Sophie) Mária (1845–1867), aki Károly Tivadar bajor herceghez (1839–1909), Erzsébet királyné öccséhez ment feleségül.

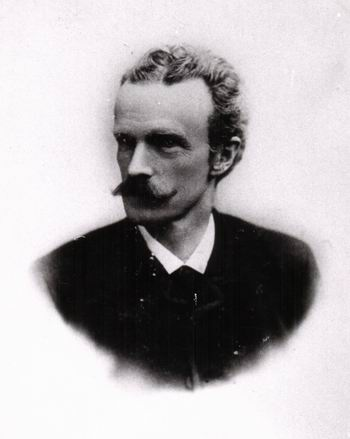
Férje, Károly Tivadar bajor herceg.

### Házassága
1865. február 11-én Drezdában feleségül ment unokafivéréhez (édesanyja unokaöccséhez), a Wittelsbach-ház Pfalz–Birkenfeld–Gelnhausen mellékágából származó Károly Tivadar bajor herceghez (Carl Theodor in Bayern, 1839–1909), Miksa József bajor herceg és Mária Ludovika Vilma bajor királyi hercegnő fiához, Erzsébet császárné és királyné öccséhez.
Még annak az évnek karácsonyán, 1865. december 24-én megszületett első és egyetlen gyermekük:
- Amália hercegnő (Amalie in Bayern, 1865–1912).

Kislányának születése után a gyenge fizikumú Zsófia hercegnő légúti betegségekkel küszködött. Férje, Károly Tivadar herceg 1866-ban részt vett az porosz–osztrák háborúban. Távolléte alatt a fiatalasszony állapota tovább rosszabbodott, egyre jobban legyengült. A hosszú idő óta betegeskedő fiatalasszonyt férjének hazatérése után még egy súlyos influenzafertőzés is megtámadta. Orvosai nem tudtak segíteni rajta. 1867. március 10-én müncheni otthonukban meghalt, alig 22 évesen. Tegernsee város temetőjében helyezték örök nyugalomra.

### Fejlemények halála után
Károly Tivadart nagyon megviselte szeretett feleségének korai halála. Családja ellenkezésének dacára elhagyta a hadsereget, orvosi tanulmányokba kezdett, és jónevű szemorvossá képezte magát. Károly Tivadar herceg 1874-ben ismét megnősült. Második feleségétől Mária José (Jozefa) portugál infánsnőtől (Maria José de Bragança, 1857–1943), I. Mihály portugál király leányától öt gyermeke született. Az asszony támogatta férjét szemorvosi praxisának kiépítésében, haláláig hű munkatársa maradt.
Egyetlen leánya, Amália in Bayern 1892-ben a Württembergi-házból származó II. Vilmos Károly herceghez, Urach grófjához ment feleségül.

## Külső hivatkozások
- Családi, életrajzi adatai (The Peerage)
- Családi, életrajzi adatai (Geneanet.org)
- Családi, életrajzi adatai (Geneall.net)
- A Wettinek családfája.